# Jovem Pan FM União da Vitória
Jovem Pan FM União da Vitória é uma emissora de rádio brasileira sediada em União da Vitória, cidade do estado do Paraná. Opera no dial FM, na frequência 98.3 MHz, e é afiliada à Jovem Pan FM. e Pertence ao Grupo Colmeia de Comunicação

## História
A emissora foi inaugurada em 3 de fevereiro de 1989, como 95 FM na frequência 95.3 MHz, com programação jovem. A 95 FM foi a primeira emissora da região a operar com o som digital do CD (Compact Disc), a primeira a utilizar o MD (MiniDisk) para a geração de comerciais e vinhetas. Também foi a primeira rádio na região a transmitir sua programação ao vivo via internet.
Com aumento de potência aprovado, a emissora passou a operar em 98.3 MHz a partir de 17 de abril de 2000, atingindo um número maior de cidades da região. A data marcou a reestreia da emissora como Top FM, mantendo a programação jovem.
Em maio de 2017, é divulgado que a emissora iria passar a retransmitir a programação da Jovem Pan FM. Segundo o portal Vvale, a mudança de programação estava em estudo por vários motivos, incluindo um problema envolvendo a patente da marca Top FM, cujo proprietário seria a rede de rádios de mesmo nome mantida pela Rede Mundial de Comunicações. A estreia como afiliada da Jovem Pan FM só foi confirmada no ano seguinte, em março. A Jovem Pan FM União da Vitória entrou no ar em 27 de março, ao meio-dia.

## Locutores
Tiago Amaral - Jornal da Manhã edição local

Luís Fernando Côas - programação musical, segunda a sexta, 08:00 as 10:00